# Nir-David
Pour les articles homonymes, voir David.
Nir-David est un kibboutz fondé en 1936. C'est un kibboutz laïc composé de 250 familles, dont la moyenne d'âge des membres est de 30 ans.

## Nom du kibboutz
À sa fondation il est nommé Tel-Amal, puis remplacé par Nir-David en souvenir de David Wolffsohn, second président du Congrès sioniste.

## Création du kibboutz
Le kibboutz Nir-David est fondé par des pionniers du mouvement de jeunesse Hashomer Hatzair, formés préalablement au kibboutz Beït-Alfa, le 10 décembre 1936, deuxième soir de Hanoucca. Il est aussi le premier kibboutz de la vallée de Beït-Shéan à voir le jour dans le programme politique de Tour et Muraille.
Lors de la guerre de 1948, les kibboutzniks aident la brigade Golani à chasser les Palestinien de Beït Shéan. Des immigrés s'installent dans le kibboutz, dans les maisons dont les Arabes ont été chassés.
Le kibboutz a cessé d'élever les enfants en collectivité dans les années 1980, et a commencé à se privatiser à partir de 2009.
Depuis 2019, l'accès aux rives de la rivière Asi provoque un conflit entre les kibboutzniks et leurs voisins. L'accès à la rivière est privatisé sur un kilomètre, ce qui indigne les activistes qui estiment que les cours d'eau sont un bien public. La justice accorde aux activistes un accès limité à la rive droite. Selon Le Monde, cette dispute « reflète les divisions qui minent le pays ».

## Activités du kibboutz
- culture de fleurs
- pisciculture
- poulailler de dindes
- fabrique de matière plastique
- usine de matériel de jardinage
- chambres d'hôtes
- restaurant
- zoo (abritant entre autres autruches et koalas)